# Obrigheim
Pour l’article homonyme, voir Obrigheim (Pfalz).
Obrigheim est une commune allemande située dans le land de Bade-Wurtemberg. Obrigheim est jumelée avec Crèvecœur-le-Grand, ville picarde, ainsi qu'avec Chantepie, ville bretonne.